# Provincia de Jorasán
El Jorasán o Jurasán ([xoɾɒːˈsɒːn]ⓘ en persa:استان خراسان) fue una de las 31 provincias de Irán, hasta la reforma provincial de 2004. Estaba situada al noreste del país. Su nombre, derivado del persa medio, significa literalmente «de donde el sol sale», refiriéndose a la parte oriental del antiguo Imperio persa sasánida. Es, por tanto, parte de una región histórica mucho mayor, que abarca amplias zonas de los actuales países de: Afganistán, Turkmenistán y Tayikistán; y que hoy es denominada Gran Jorasán para diferenciar. Jorasán es conocida por sus famosas alfombras y por el cultivo del azafrán al sur de la provincia.

## Historia

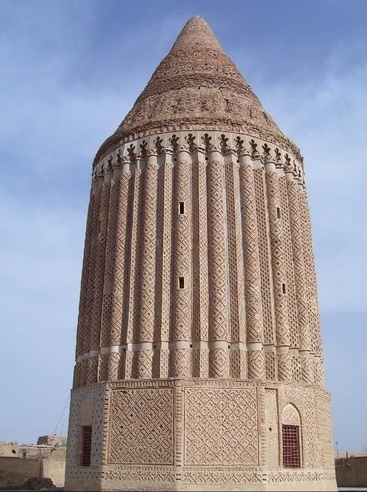
Torre de Aliabad en Bardaskan

La antigua provincia persa de Xorâsân incluía territorios administrados hoy día por Irán, Afganistán (las ciudades de Balj y Herat), Turkmenistán y Uzbekistán, es decir, en gran medida se correspondía con Corasmia. Era llamada entonces Jorasân-e Bozorg («Gran Jorasán») y abarcaba toda la actual provincia oriental de Irán, llegando por el norte a Samarcanda y Bujará (Uzbekistán actual), parte de Tayikistán y la parte oeste de Afganistán. En su larga historia ha conocido múltiples conquistadores: persas, griegos, árabes, turcos selyúcidas y safavíes, entre otros.

## División moderna
El 26 de septiembre de 2004 la provincia fue dividida en tres:
- Jorasán del Norte o Septentrional (capital: Bojnourd) Condados:
  - Shirván
  - Jajarm
  - Maneh y Salmaghan
  - Esfarayen
  - Farouj
- Jorasán del Sur o Meridional (capital: Birjand) Condados:
  - Ferdows
  - Ghayen
  - Nahbandan
  - Sarbishe
  - Sarayan
- Razavi Jorasán (capital: Mashhad) Condados:
  - Ghouchan
  - Dargaz
  - Chenaran
  - Sarajs
  - Fariman
  - Torbat-e Jam
  - Taibad
  - Jaf y Rashtkhar
  - Kashmar
  - Bardaskan
  - Neishabur
  - Sabzevar
  - Gonabad

Su capital es Mashhad y otras ciudades importantes son:
- Birjand
- Boynurd
- Esfaraien
- Gonabad
- Kaashmar
- Nishapur
- Sabzevaar
- Sarajs
- Ferdows
- Tus

## Demografía
Los grupos étnicos son predominantes son el persa, turcos jorasaníes, turcomanos, kurdos y árabes. Existe también una importante comunidad de refugiados afganos.